# Prefektura Wakayama
Prefektura Wakayama (jap. 和歌山県 Wakayama-ken) – prefektura znajdująca się w regionie Kinki (Kansai) Japonii na wyspie Honsiu (Honshū). Jej stolicą jest miasto Wakayama.

## Położenie
Prefektura leży w zachodniej części wyspy Honsiu w regionie Kinki nad Oceanem Spokojnym. Graniczy z prefekturami: Osaka, Nara i Mie.

## Miasta
Miasta prefektury Wakayama:

- Arida
- Gobō
- Hashimoto
- Iwade
- Kainan
- Kinokawa
- Shingū
- Tanabe
- Wakayama

## Historia
Prefektura Wakayama powstała w 1871 roku po obaleniu systemu feudalnego. W okresie wcześniejszym region obecnej prefektury Wakayama i południowej części prefektury Mie stanowiła prowincja Kii (lub inaczej Kishū). Półwysep Kii wziął swoją nazwę od tej prowincji.

## Miejsca godne zwiedzenia

### Góra Kōya
Góra Kōya (Kōya-san) stanowi centrum buddyzmu Shingon (Shingon-shū), ważnej sekty-szkoły buddyjskiej, która została stworzona w Japonii w 805 roku przez Kūkaia (774–835), mnicha, uczonego, architekta, kaligrafa, poetę, jedną z najważniejszych postaci religijnych. Jest to kompleks skupiający ponad sto świątyń na terenie płaskowyżu na wysokości ok. 800 m n.p.m., otoczonego ośmioma górami o wysokości ok. 1000 m n.p.m. Najważniejszą z nich jest Kōya-san Kongōbu-ji. 
Osoby zainteresowane i pielgrzymi mogą spędzić nocleg w pomieszczeniach gościnnych świątyń (shukubō), poznając stylu życia mnichów, spożywając potrawy kuchni wegetariańskiej (shōjin-ryōri) i uczestnicząc w porannych modlitwach. Około pięćdziesiąt świątyń oferuje tę usługę.

### Kumano
Obszar Kumano znajduje się na południowym krańcu półwyspu Kii (Kii-hantō), około 100 km na południe od Osaki i Kioto. Obejmuje prefektury Wakayama i Mie, ale większość atrakcji i miejsc kultu religijnego znajduje się w Wakayamie.
Centrum kultowe Kumano stanowią trzy chramy: Kumano Nachi-taisha, Kumano Hongū-taisha i Kumano Hayatama-taisha, znane pod wspólną nazwą Kumano Sanzan. Szlaki pielgrzymkowe na półwyspie Kii noszą łączną nazwę Kumano Kodō.
Region nasycony jest wartościami religijnymi i historycznymi. Prawnuk bogini Amaterasu, Jimmu (panował w latach 660–585 p.n.e.), przybył do Kumano, aby zjednoczyć kraj jako pierwszy cesarz Japonii. Kumano jest również nazywane „Krainą Umarłych” w odniesieniu do przekonania, że duchy i przodkowie rodzin mieszkają tu po śmierci.
W 2004 roku religijne skarby, sanktuaria i szlaki pielgrzymkowe Kumano zostały wpisane na Listę światowego dziedzictwa UNESCO.

### Zamek Wakayama
Zamek został zbudowany w 1585 roku na polecenie Hideyoshiego Toyotomi (1536–1598). W późniejszym okresie był rezydencją gałęzi rodu Tokugawa, władającej domeną Kishū (Kishū-han; także Kii-han). Hideyoshi nazwał go Wakayama, będąc pod wrażeniem piękna pobliskiej zatoki Wakanoura (lub Wakaura). Przyjęta przez niego nazwa pozostała w nazwie prefektury.

### Shirahama
Shirahama to dobrze rozwinięty kurort z długą, piaszczystą plażą, bliskimi brzegu hotelami i gorącymi źródłami (onsen). Jego popularność i bliskość Osaki sprawiły, że stał się jednym z trzech największych tego rodzaju kurortów, obok Beppu na Kiusiu i Atami na półwyspie Izu.

### Nachi-Katsuura
Nachi-Katsuura jest usytuowane na południowo-wschodnim wybrzeżu półwyspu Kii. Znane jest z gorących źródeł i przemysłu rybnego, a zwłaszcza z targu tuńczykami. Turyści mogą obserwować aukcje z tarasu widokowego. Tuńczyki są sprzedawane w sposób podobny do targu Toyosu w Tokio.
Nachi-Katsuura i półwysep Kii są również znane ze swojej kultury wielorybniczej. W pobliskim Taiji znajduje się muzeum wielorybnictwa (Taiji Whale Museum) oferujące informacje na temat wielorybów i wielorybnictwa z historycznego i współczesnego punktu widzenia. Jest to duży kompleks, który obejmuje także baseny dla delfinów i wielorybów. Odbywają się pokazy, można rezerwować pływanie z delfinami. 

## Galeria

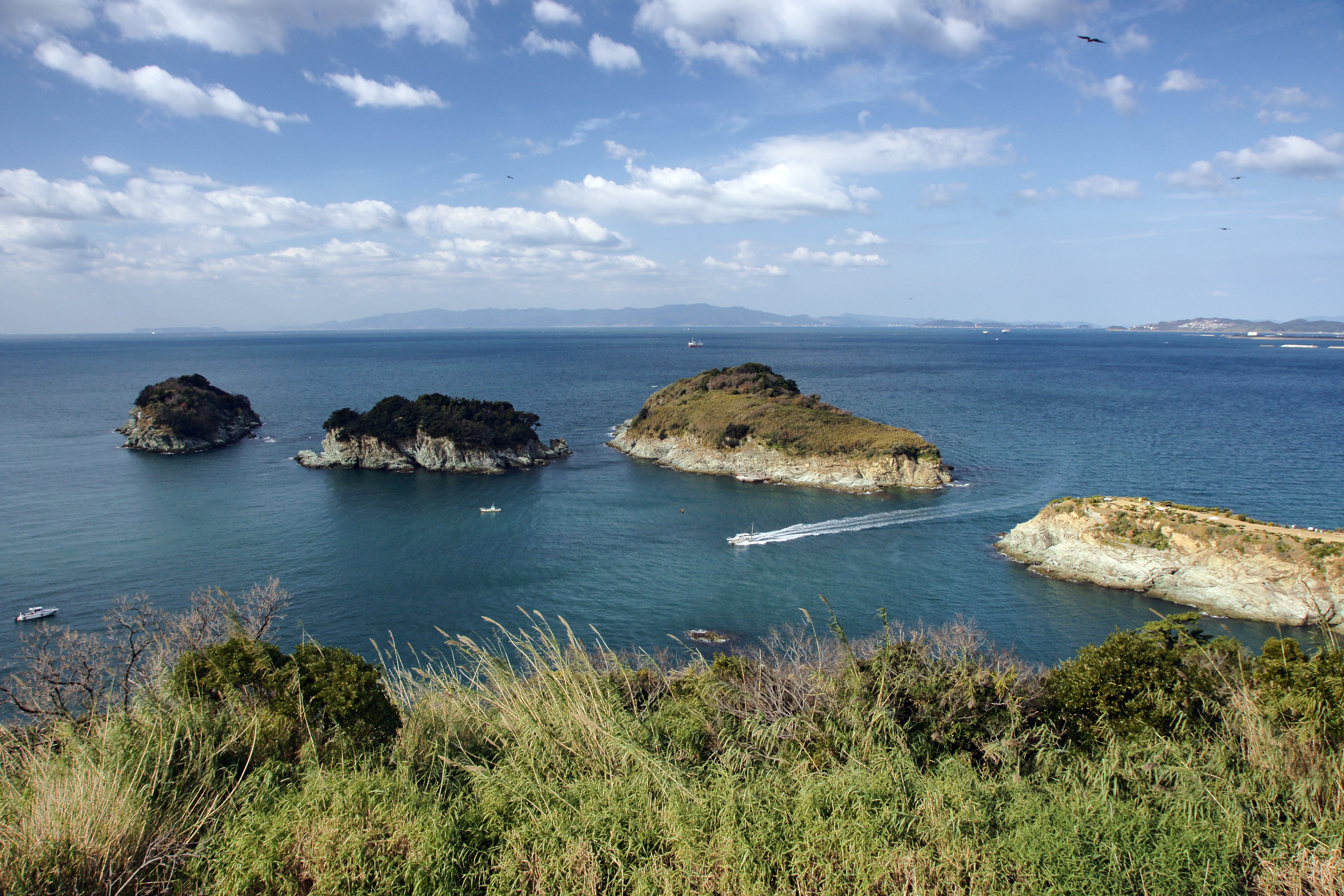
Przylądek Saika-zaki, zatoka Wakaura
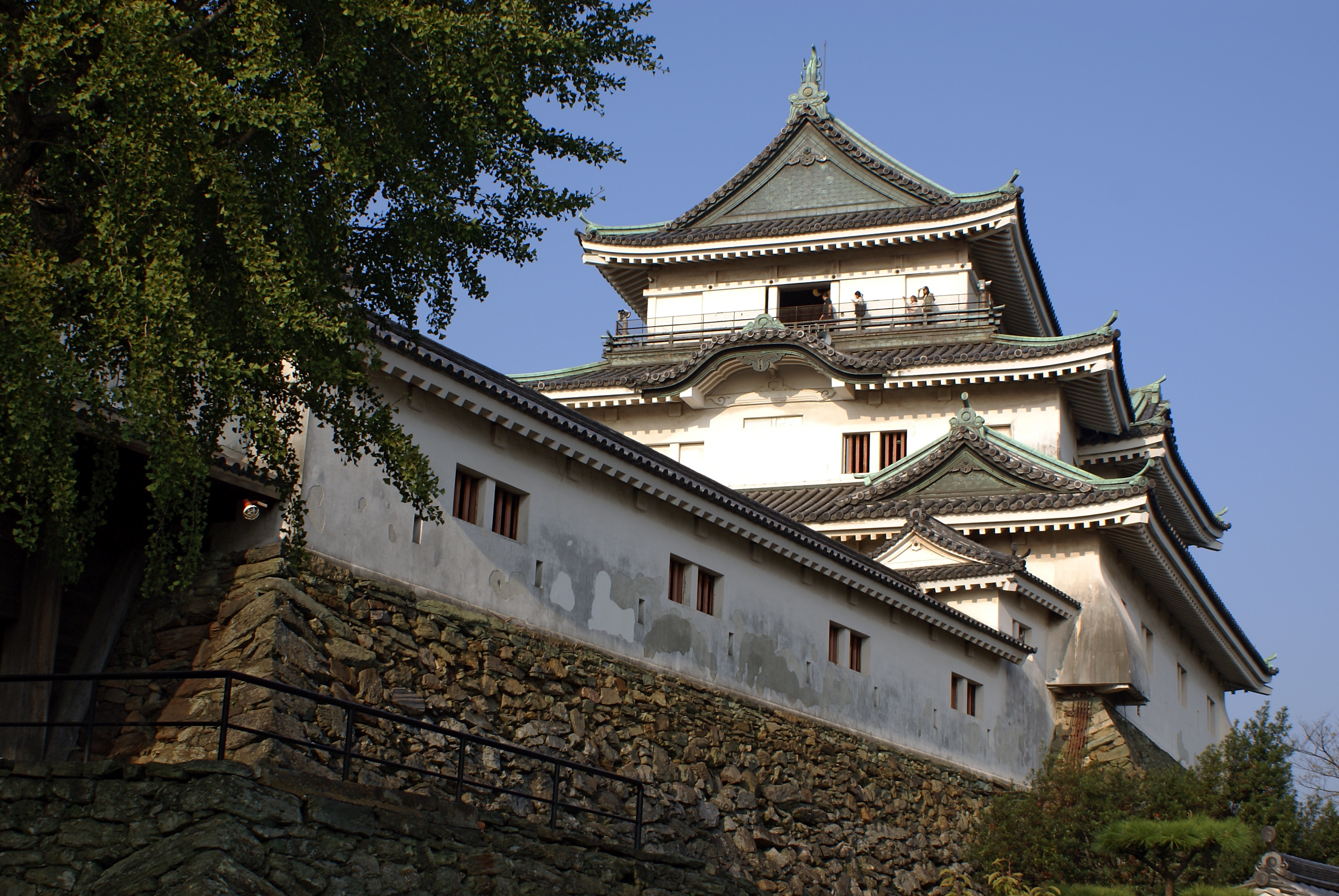
Zamek Wakayama
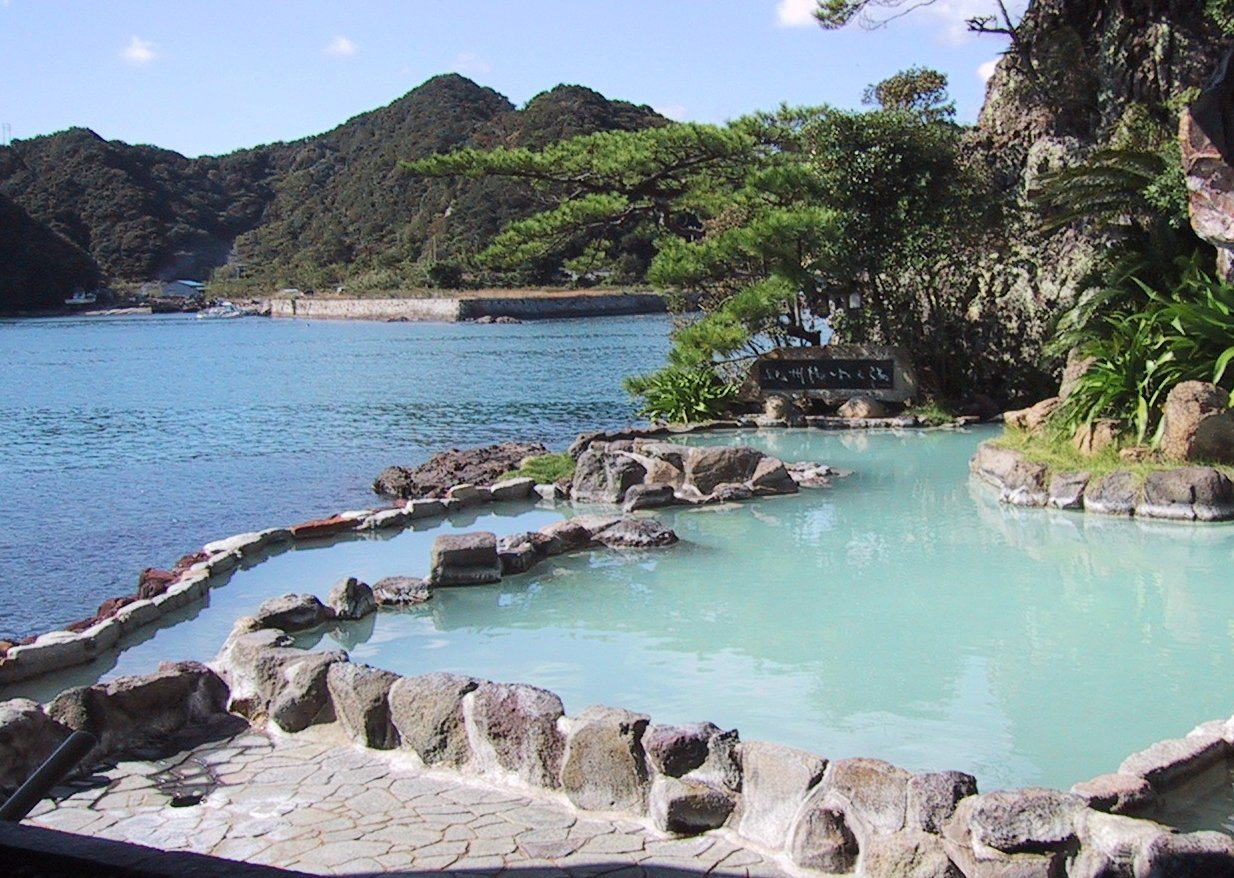
Nachi-Katsuura Onsen
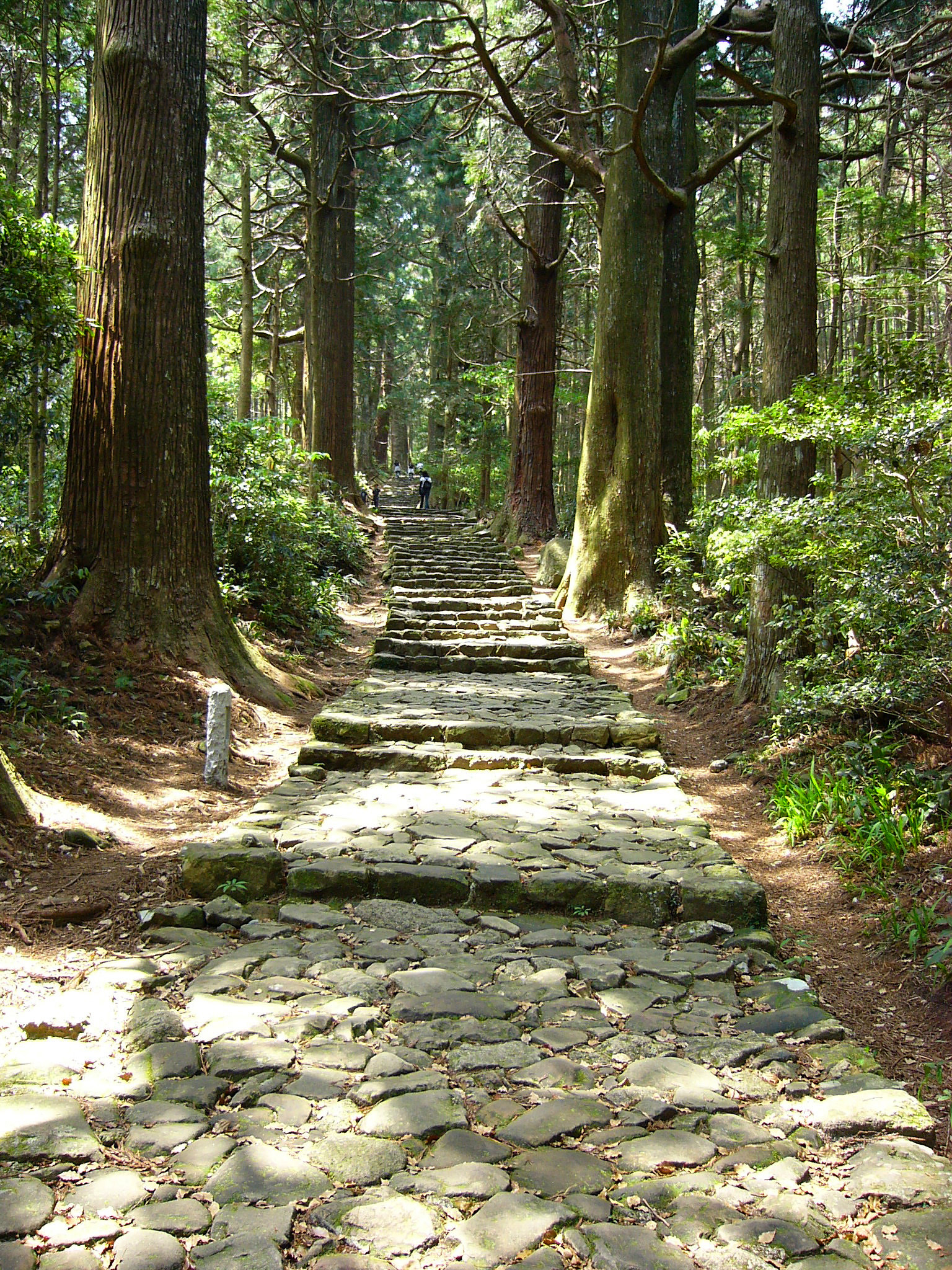
Kumano Kodō
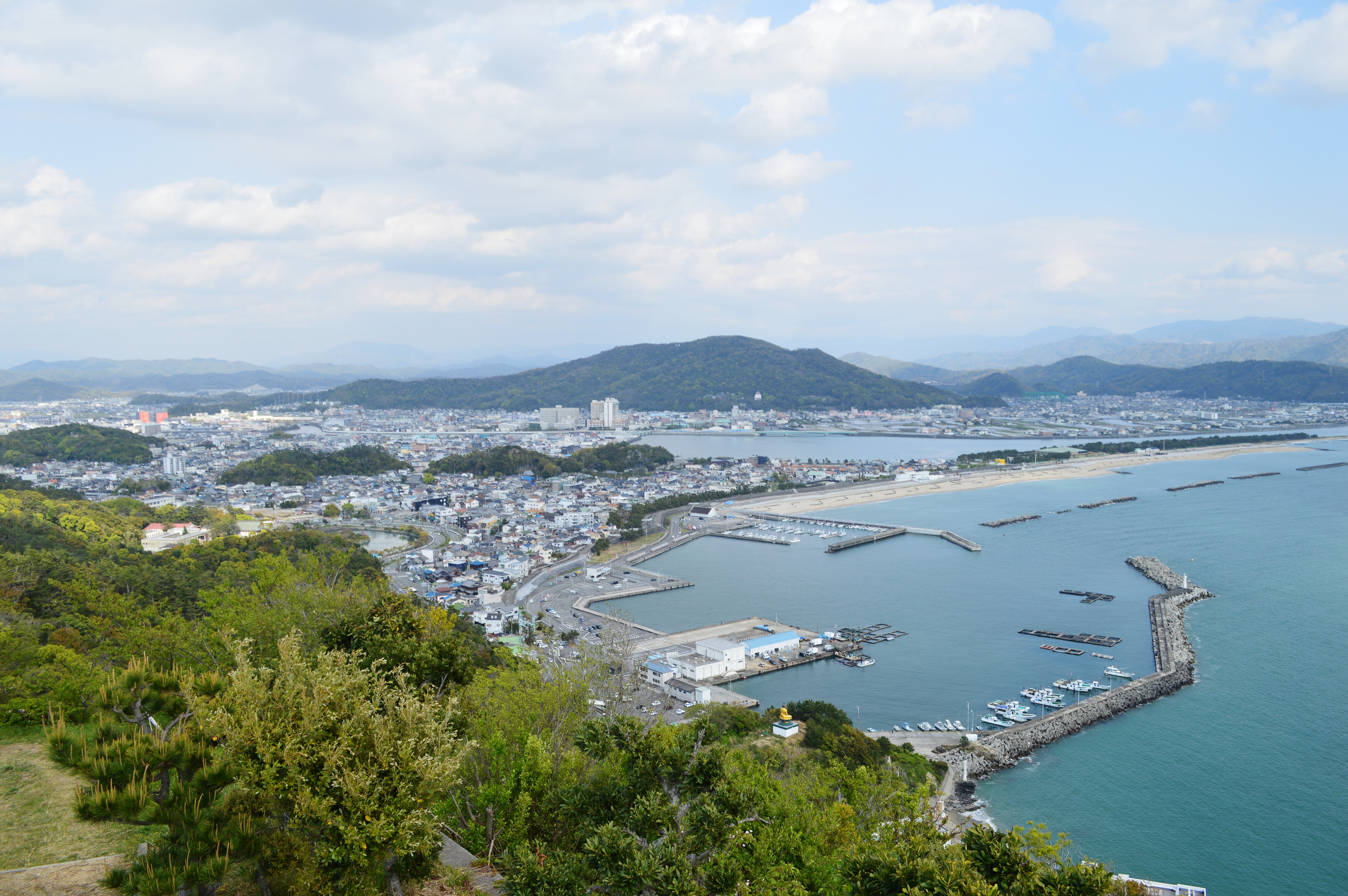
Zatoka Wakaura